# Andréa del Fuego
Andréa del Fuego (São Paulo, 1975) é uma escritora brasileira.

## Biografia
Andréa Fátima dos Santos nasceu na cidade de São Paulo, em 1975. Formada em Filosofia pela Universidade de São Paulo, é autora de romances, contos e livros juvenis. Na adolescência teve formação técnica em publicidade, época em que escrevia contos eróticos que, ao mostrá-los a um amigo jornalista, recebeu o convite para criar uma seção de respostas a dúvidas sobre sexo como um personagem. Criou então o seu pseudônimo, uma referência à Luz del Fuego.
É autora do romance Os Malaquias (vencedor do Prêmio José Saramago) publicado na Alemanha, Itália, França, Israel, Romênia, Suécia, Portugal e Argentina. Seu último romance, As Miniaturas, foi publicado na Argentina e na França. Autora também da trilogia de contos Minto enquanto posso, Nego tudo e Engano seu, dos juvenis Sociedade da Caveira de Cristal, Quase caio e Irmãs de pelúcia. Ganhou o prêmio Literatura Para Todos do Ministério da Educação com a novela Sofia, o cobrador e o motorista. Integra as antologias: Geração Zero Zero, Popcorn Unterm Zuckerhut (Alemanha), Other Carnivals: New Stories (Inglaterra), Brésil 25 (França) entre outras.
Ao lado de outras autoras brasileiras  contemporâneas, como Índigo, Cecília Giannetti e Carol Bensimon, teve um conto publicado  na coletânea Histórias femininas (editora Scipione, 2011).
Seu primeiro romance, Os Malaquias, foi lançado em 2010 e conta a história de três irmãos que ficam órfãos quando seus pais são atingidos por um raio. A obra valeu à autora o Prémio José Saramago de 2011.
Como colunista do programa Entrelinhas, da TV Cultura, produziu matérias sobre autores como Murilo Rubião, Roberto Bolaño, Ana Akhmatova, Julio Cortázar e Enrique Vila-Matas.

## Obras publicadas

### Romances
- 2021 - A Pediatra (Companhia das Letras)
- 2013 - As Miniaturas (Companhia das Letras)
- 2010 - Os Malaquias (Língua geral)

### Contos
- 2009 - Nego fogo (Dulcinéia Catadora)
- 2007 - Engano seu (Ed. O Nome da Rosa)
- 2005 - Nego tudo (Fina Flor)
- 2004 - Minto enquanto posso (Ed. O Nome da Rosa)

### Infanto-juvenis
- 2007 - Blade Runner (Mojo Books)
- 2013 - Sociedade da Caveira de Cristal (Scipione)
- 2008 - Quase caio (Escala Educacional)
- 2008 - Crônica (Escala Educacional)

### Infantil
- 2010 - Irmãs de pelúcia (Scipione)

### Participações em antologias
- Os cem menores contos brasileiros do século (Ateliê Editorial, Org. Marcelino Freire, 2004)
- 30 mulheres que estão fazendo a nova literatura brasileira (Editora Record Org. Luiz Ruffato, 2005)
- Geração zero zero (Editora Língua Geral, Org. Nelson de Oliveira, 2011)
- Escritores escritos (Editora Flaneur, Org. Victoria Saramago, 2010)
- Galeria do sobrenatural (Terracota Editorial, Org. Silvio Alexandre, 2009)
- 90-00 Cuentos brasileños contemporáneos (Ediciones Copé, selo editorial da Petroperu – Org. Maria Alzira Brum Lemos e Nelson de Oliveira; tradução de Alan Mills e José Luis Sansáns, 2009, Peru)
- Futuro presente (Editora Record, Org. de Nelson de Oliveira, 2009)
- Um rio de contos – antologia luso-brasileira (Editorial Tágide – Org. de Celina Veiga de Oliveira e Victor Oliveira Mateus, 2009, Portugal)
- O livro vermelho dos vampiros (Editora Devir – Org. Luiz Roberto Guedes, 2009)
- Blablablogue (Editora Terracota – Organização de Nelson de Oliveira, 2009)
- O Pequeno Príncipe me disse (Editora Luk – Organização de Sheila Dryzun, 2009)
- Pitanga – 52 micro-contos (Editorial Pitanga – Organização de Luísa Coelho, 2008, Portugal)
- Capitu mandou flores (Geração Editorial – Organização de Rinaldo de Fernandes, 2008)
- Contos de algibeira (Casa verde –  Organização de Lais Chaffe, 2007)
- 35 segredos para chegar a lugar nenhum (Bertrand Brasil – Organização de Ivana Arruda Leite, 2007)
- 69/2 contos eróticos (Editora Leitura – Organização de Ronald Claver, 2006)
- Doze (Editora Demônio Negro – Organização de Vanderley Mendonça, 2006)
- Fábulas da Mercearia – uma antologia bêbada (Editora Ciência do Acidente – Org. Joca Reiners Terron, 2004)